# Мецоломбардо
Мецоломбардо (итал. Mezzolombardo) је насеље у Италији у округу Тренто, региону Трентино-Јужни Тирол.
Према процени из 2011. у насељу је живело 6754 становника. Насеље се налази на надморској висини од 219 м.

## Становништво
Према резултатима пописа становништва 2011. у општини је живело 6.817 становника.
| 1931. | 1936. | 1951. | 1961. | 1971. | 1981. | 1991. | 2001. | 2011. |
| ----- | ----- | ----- | ----- | ----- | ----- | ----- | ----- | ----- |
| 4.521 | 4.309 | 4.795 | 4.873 | 5.135 | 5.418 | 5.375 | 5.941 | 6.817 |